# Pini Gershon
Pinhas Gershon, detto Pini (in ebraico פנחס "פיני" גרשון‎?; Tel Aviv, 11 novembre 1951), è un ex cestista, allenatore di pallacanestro e dirigente sportivo israeliano.

## Palmarès

### Club
- Coppa dei Campioni - Eurolega: 3

Maccabi Tel Aviv: 2000-01, 2003-04, 2004-05
- Campionato israeliano: 8

Maccabi Tel Aviv: 1998-99, 1999-2000, 2000-01, 2003-04, 2004-05, 2005-06, 2008-09
Hapoel Galil Elyon: 1992-93
- Coppa di Israele: 8

Maccabi Tel Aviv: 1998-99, 1999-2000, 2000-01, 2003-04, 2004-05, 2005-06, 2009-10
Hapoel Gerusalemme: 1995-96

### Individuale
- Miglior allenatore della Ligat ha'Al: 1

Hapoel Galil Elyon: 1992-1993
- Aleksandr Gomel'skij Coach of the Year: 1

Maccabi Tel Aviv: 2004-2005